# Пролітне
Пролі́тне (крим. Prolitne) — село Сімферопольського району Автономної Республіки Крим. Населення становить 79 осіб. Підпорядковане Широківській сільській раді.